# Прагматична санкція (1549)
Прагматична санкція 1549 року — едикт імператора Священної Римської імперії Карла V про реорганізацію Сімнадцяти провінцій, ухвалений для здійснення планів із централізації адміністративного поділу Священної Римської імперії.
Первинно територія Сімнадцяти провінцій була конгломератом феодальних володінь, що входили до як до складу Священної Римської імперії, так і Французького королівства, й була відомою під назвою Бургундські Нідерланди. Прагматична санкція виокремила цю територію в окрему політичну сутність, що стала спадковим володінням дому Габсбургів. Після того як Карл V у 1556 році зрікся престолу, Сімнадцять провінцій були успадковані його сином Філіпом II.
Силоміць нав'язуючи єдність 17 територіям з різною історичною долею й різними традиціями, Прагматична санкція 1549 року підготувала підґрунтя для вибуху народного невдоволення у Нідерландській революції.
- У Вікіджерелах є Прагматична санкція 1549 року